# Adhemarius sexoculata
Adhemarius sexoculata là một loài bướm đêm thuộc họ Sphingidae. Nó được Grote miêu tả bởi năm 1865, và được tìm thấy ở Brasil, Venezuela, Ecuador, Bolivia và Peru.
Chiều dài cánh trước là 55–61 mm. Mỗi năm loài này có ít nhất hai thế hệ với các đợt bay đỉnh điểm vào tháng 2 và từ tháng 7 đến tháng 8.
Ấu trùng ăn các loài Ocotea veraguensis, Ocotea atirrensis và Ocotea dendrodaphne.

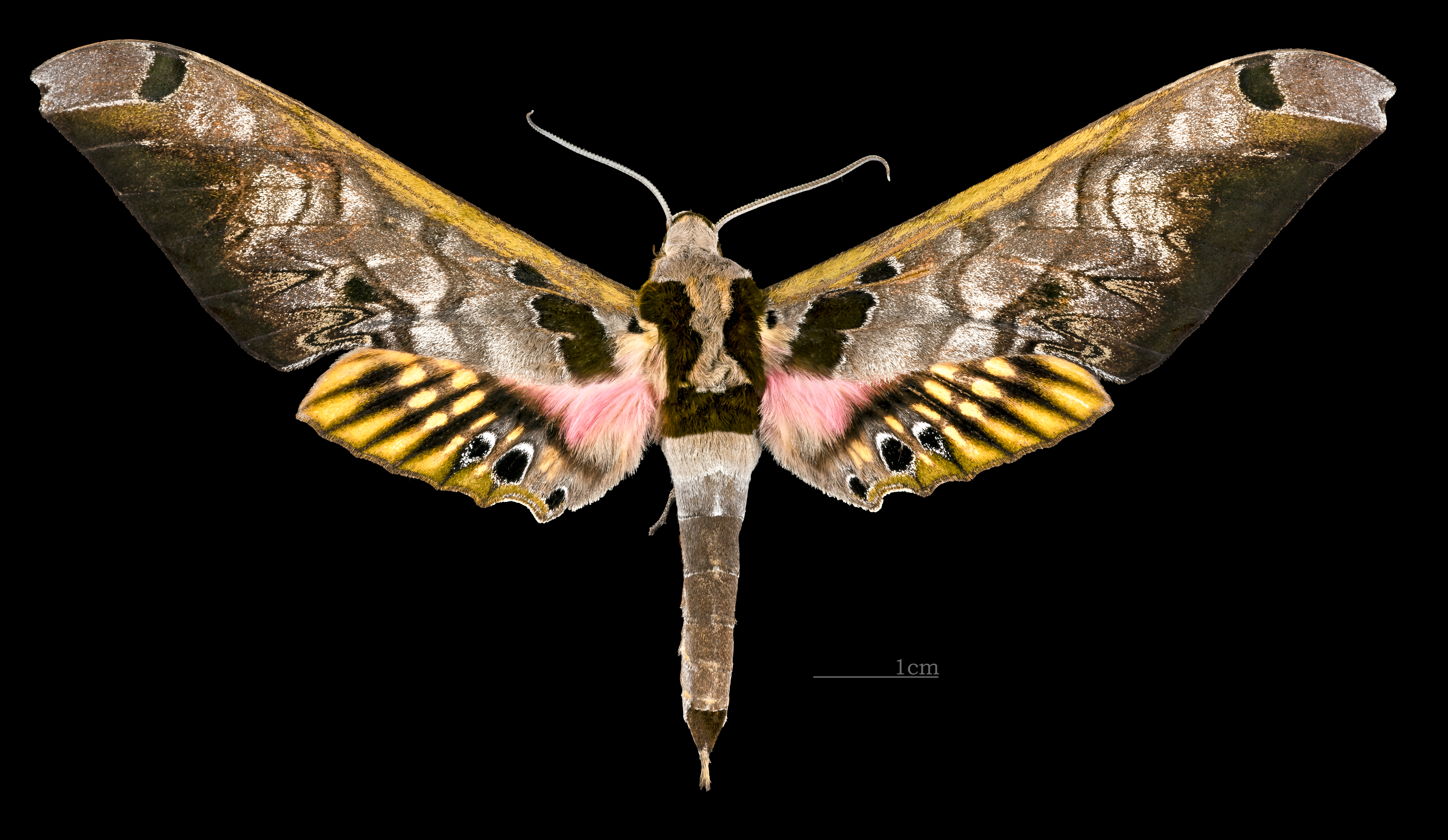
Adhemarius sexoculata ♂
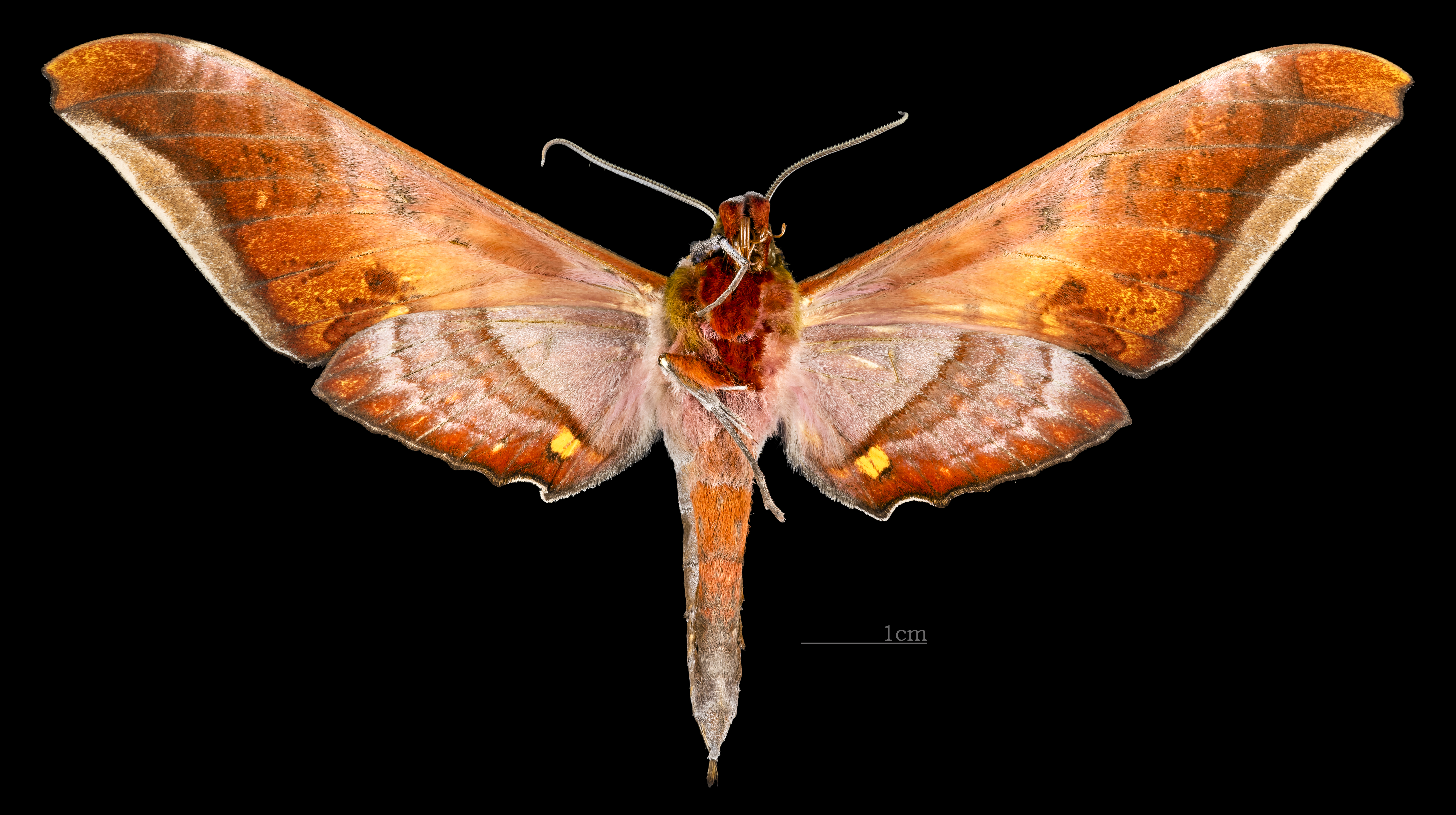
Adhemarius sexoculata ♂ △
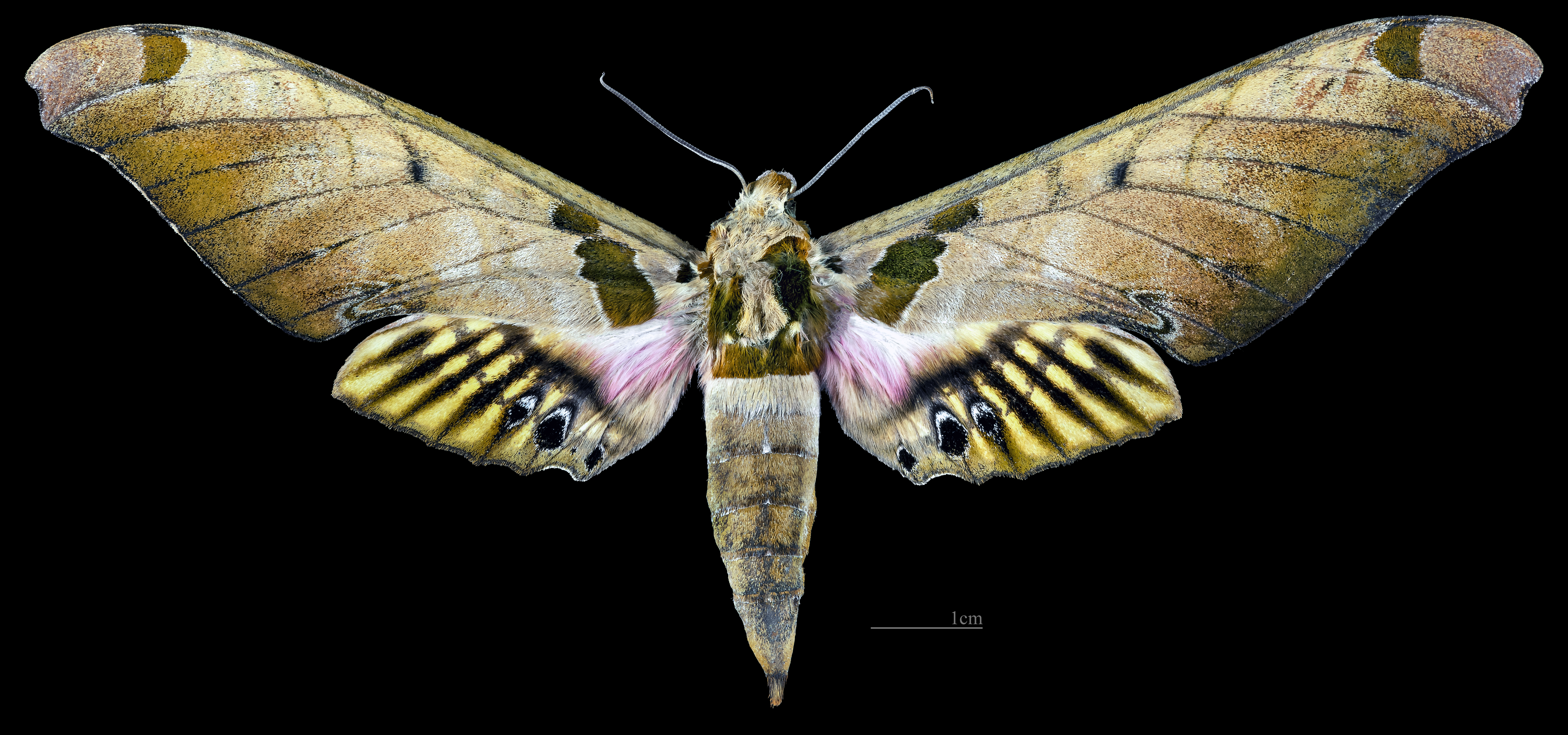
Adhemarius sexoculata ♀
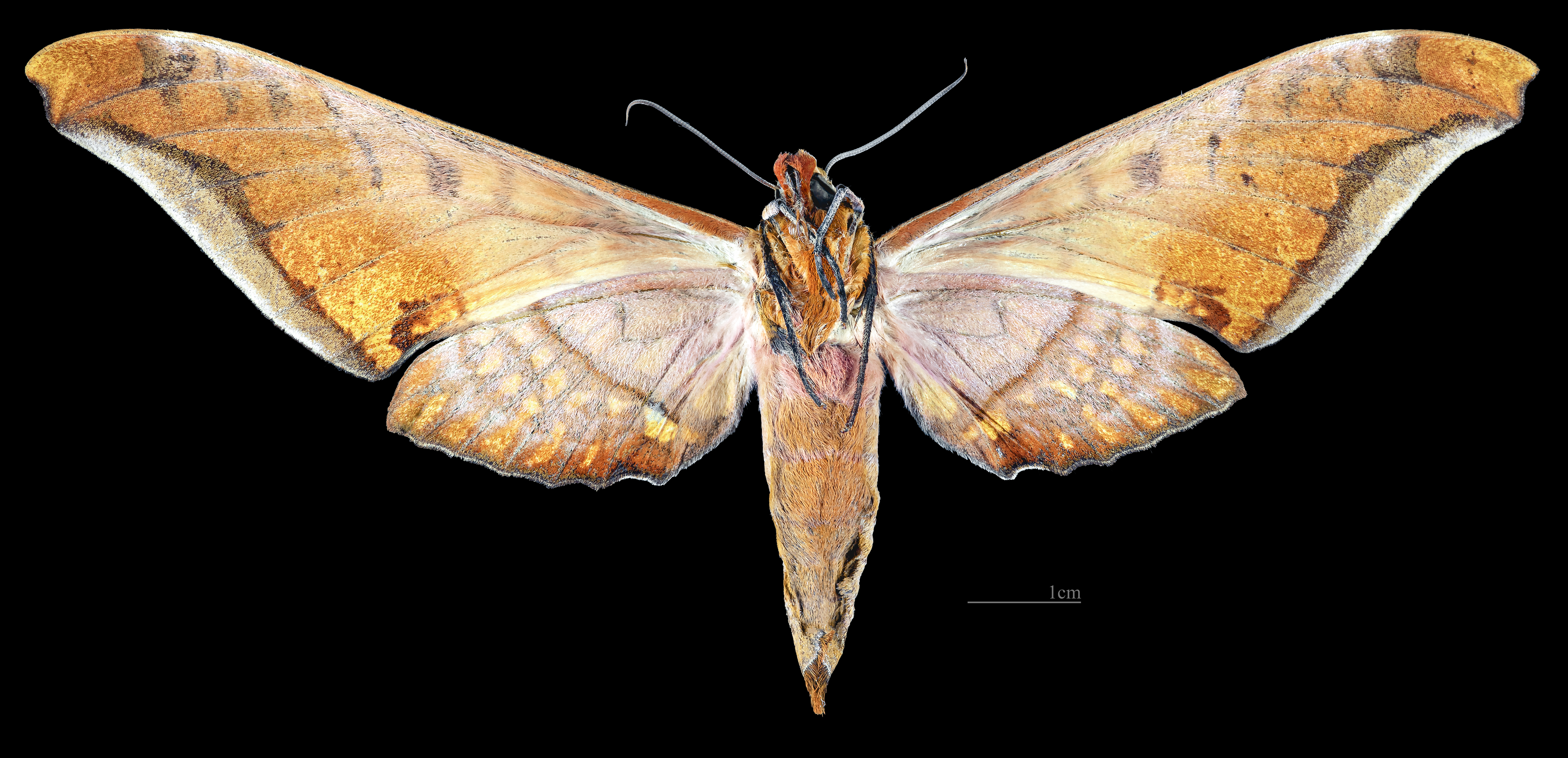
Adhemarius sexoculata ♀ △